# Bulbophyllum heterosepalum
Bulbophyllum heterosepalum là một loài phong lan thuộc chi Bulbophyllum.